# 撕纸小邮差
《撕纸小邮差》（中国大陆又译作）是由Media Molecule开发、索尼電腦娛樂于2013年11月发行的PlayStation Vita平台冒险游戏。2015年9月，PlayStation 4重制版《撕纸小邮差 拆封》发布。

## 游戏玩法
《撕纸小邮差》是具有冒险元素的3D平台游戏 。
PlayStation Vita的所有功能都用于与游戏世界进行交互，这包括——
- 相机：它将玩家的脸作为游戏中的太阳，或者通过后置相机拍照来为游戏内模型添加颜色；
- 触控屏：玩家用它点击游戏内的物品；
- 背面的可触控面板：用手指从背面进入游戏世界来完成特定操作；
- 麦克风：可用于录音后在游戏世界中播放。
- 加速度传感器：用于倾斜游戏世界来辅助角色运动

玩家也经常被要求根据玩家的想法，通过剪纸来扩展角色或为他们的世界添加缺失的元素（例如雪花）。

## 故事
《撕纸小邮差》中，玩家需控制邮差艾欧塔（Iota）或艾托娃（Atoi）向一个名为“你”的人邮寄信件。沿途中，敌人“碎纸怪”正在试图入侵纸艺世界并阻止邮差寄送信件。而作为玩家，“你”需要与邮差一同消除障碍，成功寄送信件，拯救纸艺世界。

## 評價
整个《撕纸小邮差》游戏世界都用纸张或者纸板元素堆砌而成。游戏中的动画效果也都是用类似纸张的缓慢、断裂的方式表现。正因为如此，游戏的视觉元素偶尔会与任天堂的纸片马里奥系列进行比较。另一方面，游戏风格让人想起为PlayStation游戏机开发的小小大星球系列游戏。